# Dawé
Dawé è un arrondissement del Benin situato nella città di Zè (dipartimento dell'Atlantico) con 4.688 abitanti (dato 2006).